# Gare de Leagrave
La gare de Leagrave est une gare ferroviaire anglaise de la Midland Main Line (en), située à Leagrave, un quartier au nord de Luton dans le Bedfordshire.
Elle est mise en service en 1868, c'est une gare voyageurs de Thameslink. 
Elle est située à 54 kilomètres de la gare de Saint-Pancras.

## Situation ferroviaire
Établie à 116 mètres d'altitude, la gare de Leagrave est située sur la Midland Main Line (en) entre les gares d'Harlington et de Luton.

## Histoire
La gare est construite par le chemin de fer de Midland le 13 juillet 1868 sur la côte orientale du village de Leagrave dans le cadre de l'extension de la ligne Saint-Pancras. Les anciens bâtiments de la gare de Midland existent encore, ayant été restauré dans les années 1980. Les bâtiments de la gare ont subi quelques modifications en 2011 lorsque les barrières de billets ont été installés avec une altération externe. Les bâtiments sont localement comme étant de valeur architecturale significative.
La station de Leagrave est une gare de banlieue desservant le nord de Luton et ses autres villages, elle a vu une augmentation du nombre de passagers de 25 % de 2010 à 2015 à 1,9 million de passagers par an.

## Service des voyageurs

### Accueil
La gare dispose d'un bâtiment voyageurs, avec guichet, ouvert tous les jours. Elle est équipée d'automates pour l'achat de titres de transport, on peut acheter des billets trains+bus (moins chers que séparément). On y trouve également des toilettes, un kiosque à journaux et une cafétéria.

### Desserte
Leagrave, est située dans la même zone tarifaire que les gares de Luton et Luton Parkway Airport. Les trains vont au nord de Bedford, à Southbond, à l'aéroport de Londres Gatwick, au centre-ville de Londres, à Brighton et à Kent.
Le service de pointe de congé typique de la desserte de la gare est de : quatre trains par heure pour Bedford (Thameslink) et quatre trains par heure pour Brighton via Luton, l'aéroport de Londres Luton, St Albans, Londres, l'aéroport de Londres Gatwick et l'aéroport de Burgess Hill (Thameslink). East Midlands et InterCity services de Leeds, Sheffield et Leicester parcourent à grande vitesse. Echanges avec les services InterCity faite à Luton et Bedford.

### Intermodalité
Un parc pour les vélos et des parkings (gratuit et payant) pour les véhicules y sont aménagés. Le parking coûte 5,50 £ pour un jour et 90 £ pour un an, il est situé sur les deux côtés de la gare et peut-être occupé pendant la journée et en début de soirée. Le parking gratuit est à 10 minutes à pied, vers Sundon Park.
Une station de taxi est à proximité.